# 貝亞維斯塔 (貝尼省)
貝亞維斯塔是玻利維亞的城鎮，由貝尼省負責管轄，位於該國北部，距離首府特立尼達240公里，始建於1942年2月3日，海拔高度148米，每年平均降雨量約1,400毫米，2010年人口2,541。
13°16′28″S 63°42′21″W / 13.2744°S 63.7058°W